# 石切亭ごくらくらくごの会
石切亭ごくらくらくごの会（いしきりていごくらくらくごのかい）とは、大阪府東大阪市にある極楽寺で、笑福亭生喬を中心に3ヶ月に1回のペースで行なわれている落語会のことである。
1995年（平成7年）7月22日から始まった河内地方唯一の定期的な地域寄席で、毎回3人の噺家や講談師が出演する。

## 今まで出演した主な噺家
- 笑福亭生喬
- 桂あやめ
- 桂坊枝
- 桂梅團治
- 桂宗助
- 林家染二
- 林家小染

など